# 日本人のグラミー賞受賞者
日本人のグラミー賞受賞者（にほんじんのグラミーしょうじゅしょうしゃ）では、グラミー賞を受賞した日本人の一覧を掲載する。
なお、受賞対象となった成果を挙げた時には日本国籍を有していたものの受賞時点で日本国籍のない受賞者や、受賞を逃した人物、日本にゆかりのある受賞者等も併せて掲載する。

## 概要
以下、グラミー賞のウェブサイトに公式な受賞者として記載されている歴代の日本人。並びに受賞作に参加している日本人。日本人初の受賞者で、現在はアメリカ国籍であるオノ・ヨーコ、イギリス国籍である内田光子についても記載する。
受賞
| 年   | 受賞者            | 部門                                                                                 | 備考 | 公式   |
| ---- | ----------------- | ------------------------------------------------------------------------------------ | --- | ------ |
| 1982 | オノ・ヨーコ      | 年間最優秀アルバム                                                                   | 『ダブル・ファンタジー』ジョン・レノンと共作アルバム                                                                                      | [ 2 ]  |
| 1987 | 石岡瑛子          | ベスト・アルバム・パッケージ賞                                                       | マイルス・デイヴィスのアルバム『Tutu』のアルバムアートのデザイナー                                                                        | [ 3 ]  |
| 1989 | 坂本龍一          | ベスト・アルバム・オヴ・オリジナル・インストゥルメンタル・バックグラウンド・スコア賞 | 映画『ラストエンペラー』のサウンドトラック作曲                                                                                            | [ 4 ]  |
| 2001 | オノ・ヨーコ      | 最優秀長編ミュージックビデオ                                                         | 『Gimme Some Truth: The Making of John Lennon's Imagine Album』                                                                           | [ 2 ]  |
| 2001 | 喜多郎            | ベスト・ニュー・エイジ・アルバム賞                                                   | アルバム『Thinking Of You』 | [ 5 ]  |
| 2002 | 熊田好容          | ベスト・ポップ・インストゥルメンタル・アルバム賞                                     | ラリー・カールトン＆スティーヴ・ルカサーのライブアルバム『No Substitutions - Live in Osaka』のレコーディング・エンジニア                  | [ 6 ]  |
| 2008 | 中村浩二          | ベスト・ニュー・エイジ・アルバム賞                                                   | ポール・ウィンター・コンソートのアルバム『Crestone』の太鼓奏者                                                                            | [ 7 ]  |
| 2008 | 小池正樹          | 最優秀ボックスまたはスペシャル・リミテッド・エディション・パッケージ賞               | What It Is! Funky Soul And Rare Grooves [1967-1977]のパッケージ・デザイン                                                                 | [ 8 ]  |
| 2010 | 由良政典          | 最優秀ラージ・ジャズ・アンサンブル・アルバム賞                                       | New Orleans Jazz Orchestra『Book One』の音響エンジニア / ミキサー                                                                         | [ 9 ]  |
| 2011 | 松本孝弘          | ベスト・ポップ・インストゥルメンタル・アルバム賞                                     | B'zのギタリスト。4度のグラミー受賞歴のラリー・カールトンのパートナーとして作成されたアルバム『Take Your Pick』が受賞                      | [ 10 ] |
| 2011 | 加藤明            | 最優秀ニューエイジ・アルバム                                                         | ポール・ウィンター・コンソートのアルバム『ミホ：ジャーニー・トゥー・ザ・マウンテン（Miho: Journey to the Mountain）』のサウンドエンジニア | [ 12 ] |
| 2011 | 上原ひろみ        | ベスト・コンテンポラリー・ジャズ・アルバム賞                                         | スタンリー・クラークのアルバム『The Stanley Clarke Band』のピアノ奏者                                                                     | [ 13 ] |
| 2011 | 内田光子          | ベスト・インストゥルメンタル・ソリスト・パフォーマンス賞                             | アルバム『モーツァルト：ピアノ協奏曲第23番・第24番』                                                                                      | [ 14 ] |
| 2014 | 八木禎治          | ベスト・ラテン・ポップ・アルバム賞                                                   | ドラコ・ロサのアルバム『VIDA』を手掛けたエンジニア。同作で2013年（第14回）ラテン・グラミー賞も受賞。                                      | [ 15 ] |
| 2016 | 小澤征爾          | クラシック部門 ベスト・オペラ・レコーディング賞                                      | ラヴェル作曲：歌劇『こどもと魔法』。2013年8月に長野県松本市で録音。サイトウ・キネン・オーケストラが演奏し、地元の子供らの合唱団も参加。   | [ 18 ] |
| 2017 | 内田光子          | 最優秀クラシック・ヴォーカル・アルバム（ソロ）賞                                     | アルバム『シューマン：リーダークライス、女の愛と生涯／ベルク：初期の7つの歌』                                                             | [ 14 ] |
| 2019 | ヒロ・ムライ      | 最優秀ミュージック・ビデオ                                                           | チャイルディッシュ・ガンビーノの「ディス・イズ・アメリカ」のミュージックビデオ監督                                                        | [ 20 ] |
| 2020 | 徳永慶子          | 最優秀室内楽・小編成アンサンブル・パフォーマンス賞                                   | バイオリン奏者として参加しているアタッカ・カルテットのアルバム『キャロライン・ショウ：オレンジ』                                          | [ 22 ] |
| 2020 | 小池正樹          | 最優秀ボックスまたはスペシャル・リミテッド・エディション・パッケージ賞               | 『Woodstock: Back to the Garden – The Definitive 50th Anniversary Archive』のパッケージ・デザイン                                         | [ 8 ]  |
| 2020 | 高山浩也          | 最優秀オルタナティヴ・ミュージック・アルバム賞                                       | ヴァンパイア・ウィークエンドのアルバム『Father of the Bride』のエンジニア / ミキサー                                                      | [ 25 ] |
| 2020 | 小坂剛正          | 最優秀オルタナティヴ・ミュージック・アルバム賞                                       | ヴァンパイア・ウィークエンドのアルバム『Father of the Bride』のエンジニア / ミキサー                                                      | [ 26 ] |
| 2022 | Akihiro Nishimura | 最優秀ジャズ・インストゥルメンタル・アルバム賞                                       | Ron Carter, Jack DeJohnette & Gonzalo Rubalcabaのアルバム 『Skyline』のミキシングを担当                                                   | [ 28 ] |
| 2023 | 宅見将典          | 最優秀グローバル・ミュージック・アルバム賞                                           | MasaTakumi名義のアルバム『Sakura』 | [ 30 ] |
| 2025 | Eru Matsumoto     | 最優秀ニューエイジ、アンビエント、チャント・アルバム賞                               | ワウター・ケラーマン、チャンドリカ・タンドンとのアルバム『Triveni（トリヴェニ）』                                                         | [ 35 ] |

受賞作への参加
- 受賞作に参加している日本人

| 年   | 参加者        | 部門                                                     | 備考 | 公式            |
| ---- | ------------- | -------------------------------------------------------- | --- | --------------- |
| 1990 | 島田歌穂      | ベスト・ミュージカル・キャスト・ショー・アルバム賞       | ミュージカル『レ・ミゼラブル』インターナショナル・キャスト・アルバム                                                |                 |
| 2010 | 松山夕貴子    | 最優秀ニューエイジ・アルバム賞                           | ポール・ウィンターの『Miho: Journey to the Mountain』に箏奏者として参加                                             |                 |
| 2017 | 小川慶太      | 最優秀コンテンポラリー・インストゥルメンタル・アルバム賞 | スナーキー・パピーの一員として、アルバム『クルチャ・ヴルチャ』への参加。                                            | [ 41 ] [ 注 1 ] |
| 2021 | 大久保有記    | 最優秀合唱パフォーマンス賞                               | 米バッファローフィルハーモニックコーラスのアルバム『The Passion of Yeshua』のコーラスメンバー                       |                 |
| 2021 | 小川慶太      | 最優秀コンテンポラリー・インストゥルメンタル・アルバム賞 | スナーキー・パピーのアルバム『ライブ・アット・ザ・ロイヤル・アルバート・ホール』のドラマー/パーカッショニスト       | [ 41 ] [ 注 1 ] |
| 2022 | 藤村実穂子    | 最優秀合唱パフォーマンス賞                               | 『マーラー：交響曲第8番「千人の交響曲」』（グスターボ・ドゥダメル指揮、ロサンゼルス・フィルハーモニック）への参加。 | [ 44 ]          |
| 2022 | Eru Matsumoto | 最優秀クラシック・ソロ・ヴォーカル・アルバム賞           | チェロ奏者として参加したアルバム『Mythologies』                                                                     | [ 35 ] [ 注 2 ] |
| 2023 | 小川慶太      | 最優秀コンテンポラリー・インストゥルメンタル・アルバム賞 | スナーキー・パピーのアルバム『エンパイア・セントラル』のドラマー・パーカッショニスト                                | [ 41 ] [ 注 1 ] |